# CAESAR

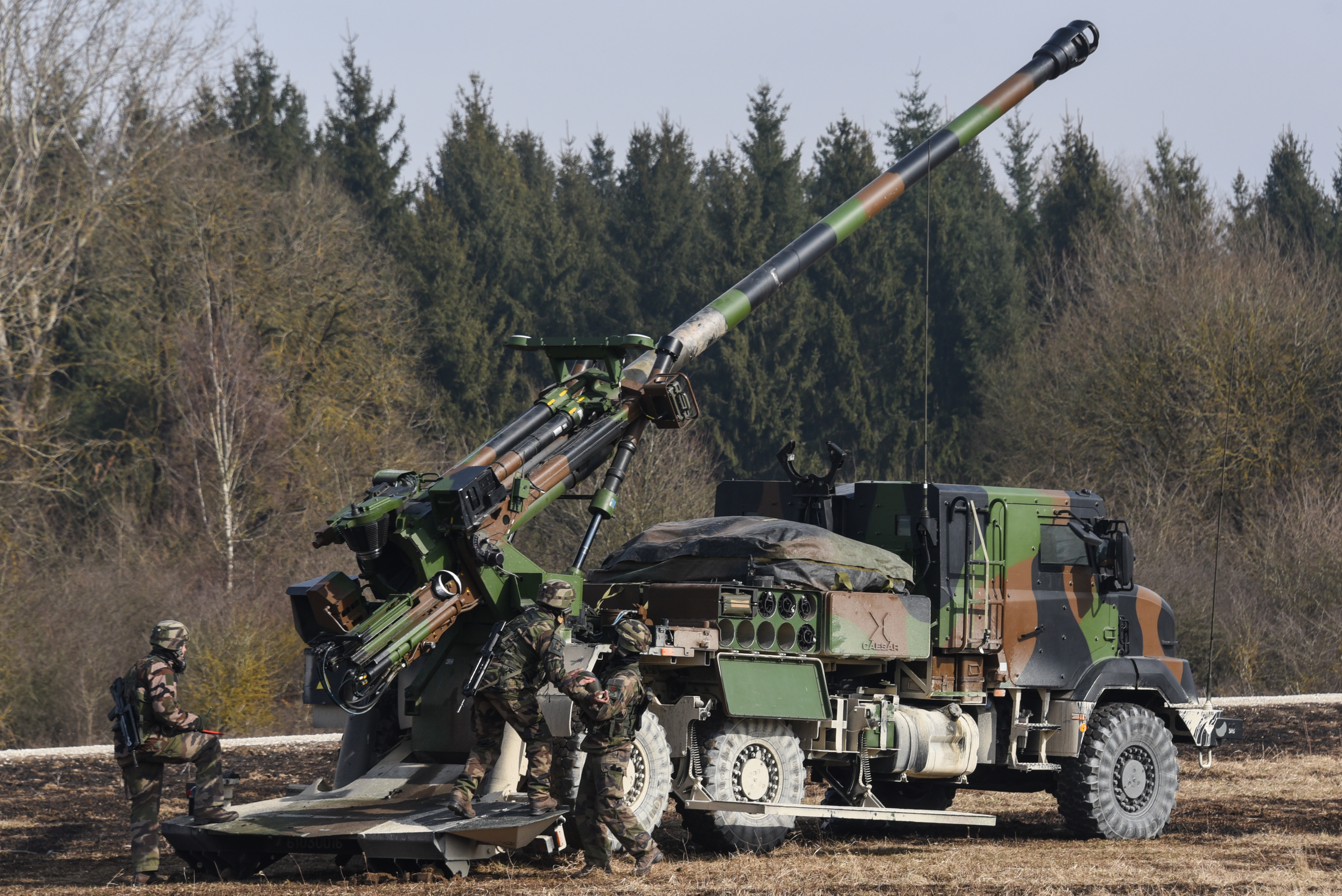
Armatohaubic CAESAR od tyłu

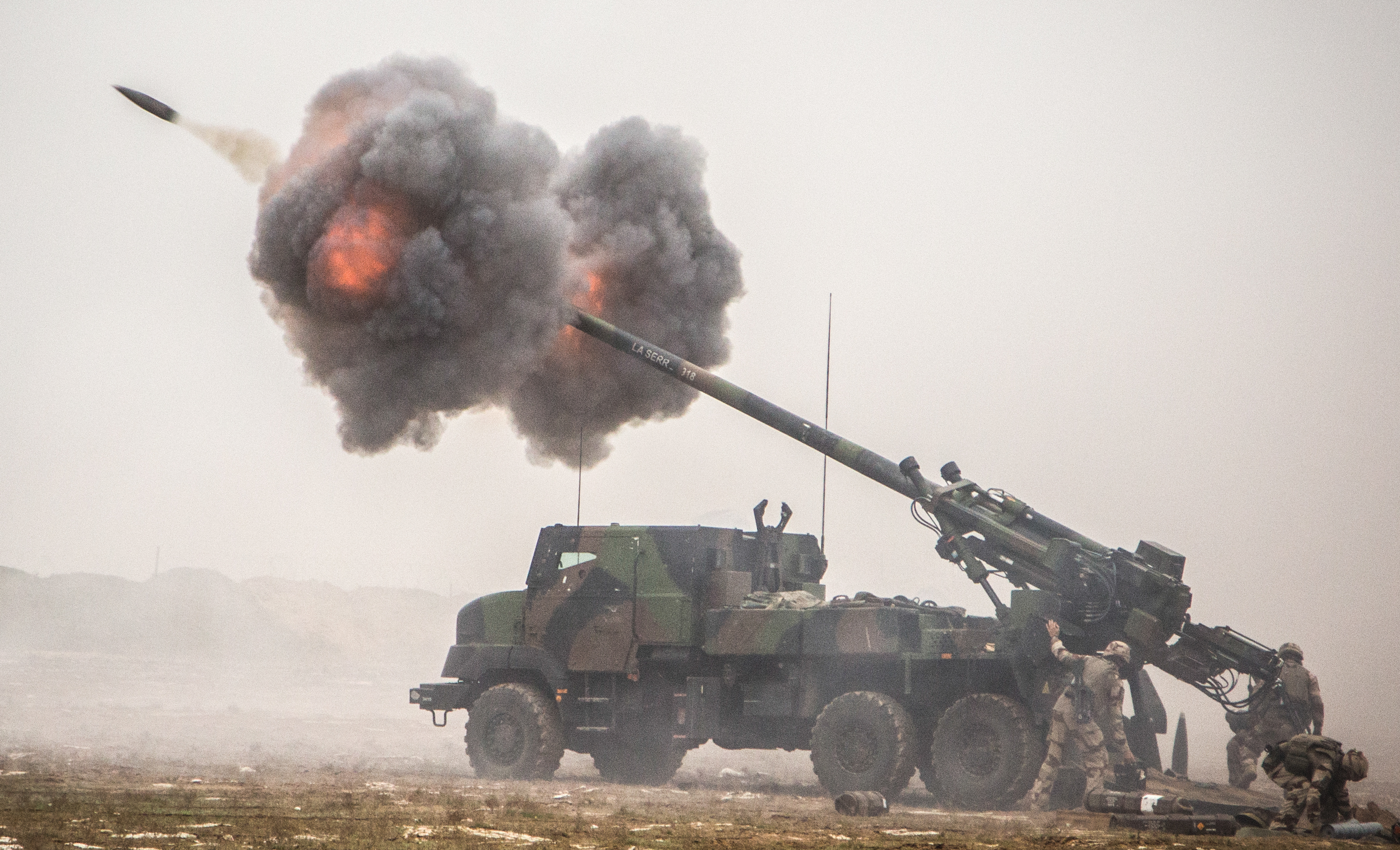
Armatohaubica samobieżna CAESAR podczas prowadzenia ostrzału

CAESAR (fr. CAmion Équipé d’un Système d’ARtillerie, ciężarówka wyposażona w system artylerii) – francuska samobieżna haubicoarmata kalibru 155 mm na podwoziu samochodu ciężarowego, produkowana przez przedsiębiorstwo Nexter Systems (uprzednio GIAT oraz Lohr Industrie) z przeznaczeniem przede wszystkim dla jednostek Sił Szybkiego Reagowania.

## Historia
Prace nad działem rozpoczęto w 1990 roku wychodząc naprzeciw zapotrzebowaniu francuskich wojsk lądowych, które, z uwagi na nowe rodzaje konfliktów zbrojnych, potrzebowały broni artyleryjskiej charakteryzującej się dużą siłą ognia, krótkim czasem reakcji ogniowej oraz wysoką mobilnością i odpornością na oddziaływanie przeciwnika. Analizy możliwości zamontowania działa kalibru 155 mm na podwoziu samochodu ciężarowego rozpoczęto już w 1987 roku. Główną zaletą takiego układu była duża ruchliwość i mobilność strategiczna w postaci możliwości transportu lotniczego. Działo oficjalnie zademonstrowano w czerwcu 1994 roku, po czym prowadzono długotrwałe testy dwóch prototypów w różnych warunkach. Doprowadziły one do powstania ulepszonego prototypu P-3. Początkowo armatohaubica miała być wyposażona w lufę długości 39 kalibrów, ale ostatecznie zdecydowano się na zastosowanie lufy długości 52 kalibrów. Badania przeprowadzone w październiku 1998 roku przez francuskie wojska lądowe potwierdziły, że działo spełnia wszystkie zakładane wymagania i parametry taktyczno-techniczne.
W czerwcu 2003 roku armia francuska otrzymała pięć egzemplarzy predseryjnych pojazdu w celu ich przetestowania. W następstwie testów armia złożyła zamówienie na 72 pojazdy, które zastąpić miały holowane działa TRF1. Produkcja seryjna rozpoczęła się w czerwcu 2006 roku, a dostawy odbywały się od lipca 2008 do marca 2011 roku.
W kwietniu 2006 roku zamówienie na sześć pojazdów złożyła Tajlandia, a w lipcu tego samego roku 80 egzemplarzy zakupiła Arabia Saudyjska. W 2013 roku 37 wozów zamówiła Indonezja. W 2017 roku 22 działa na czeskich podwoziach 8×8 Tatra zamówiła Dania. Dostarczono je do 2020 roku, lecz w 2022 roku Dania zdecydowała podarować je Ukrainie. W 2020 roku 62 działa na podwoziach Tatry zamówiły Czechy, z terminem realizacji do końca 2026 roku. W 2022 list intencyjny na zakup 18 sztuk pojazdów podpisała Litwa.

## Służba

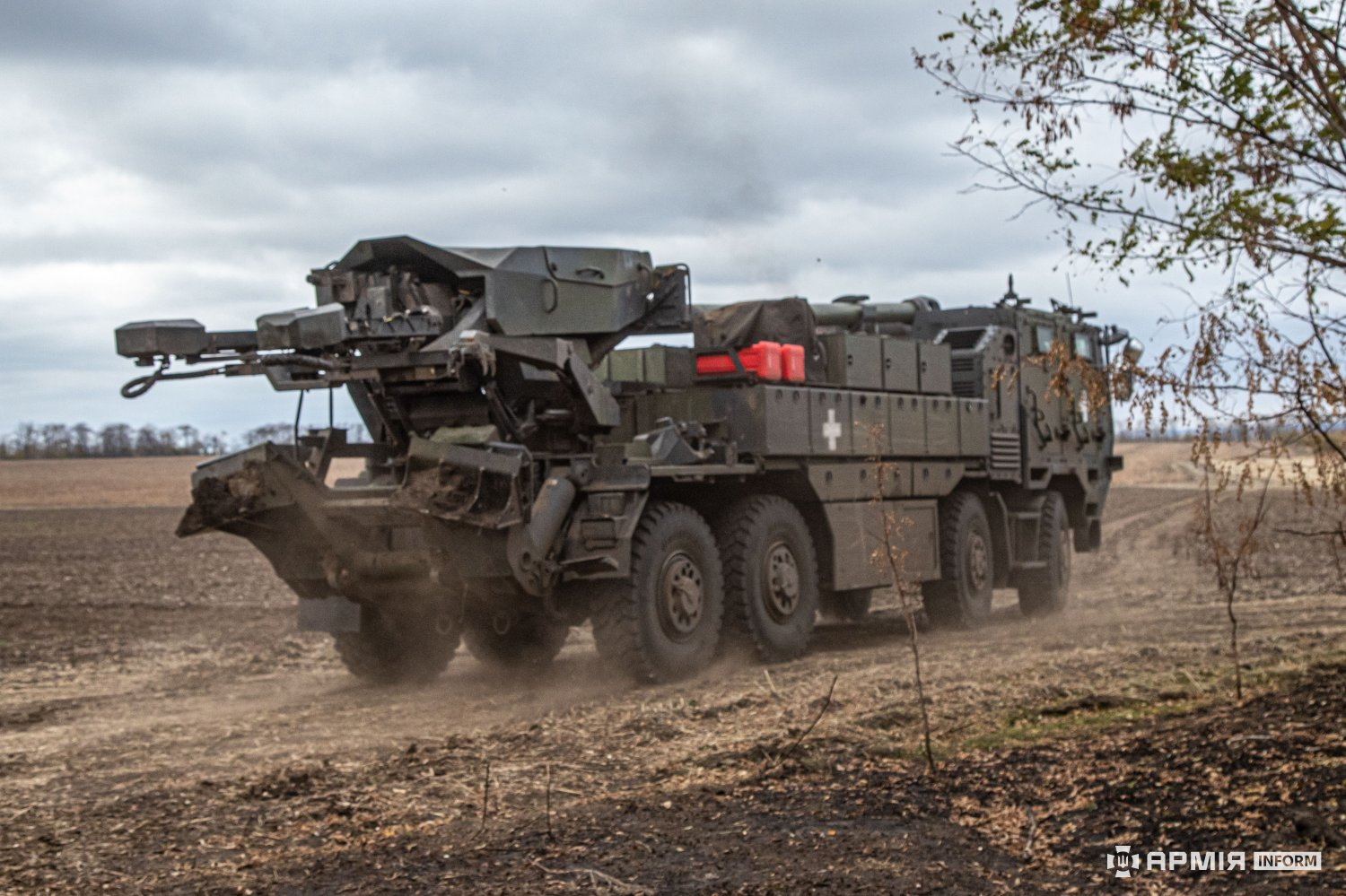
Ukraiński Caesar na podwoziu Tatra w położeniu marszowym

Działa samobieżne CAESAR były dostarczane armii francuskiej począwszy od lipca 2008 roku. W 2022 roku było ich 78. Zadebiutowały bojowo podczas wojny w Afganistanie, kiedy latem 2009 roku wysłano najpierw trzy takie działa w celu wsparcia obrony baz francuskich. Następnie cztery działa wzięły udział w operacji Serval w Mali w latach 2013–14. Francuskie Caesary brały udział także w wojnie w Iraku, między innymi we wrześniu 2016 roku wspierały wojska irackie w odbijaniu Mosulu.
Wiosną 2011 roku w akcji zostały użyte tajlandzkie Caesary, ostrzeliwując oddziały Kambodży podczas konfliktu granicznego.
Najbardziej intensywne użycie dział tego typu miało miejsce w wojnie na Ukrainie. Pierwsze działa przekazano Ukrainie już w maju 2022 roku. W czerwcu jeden CAESAR wraz z podobną prototypową ukraińską armatohaubicą 2S22 Bohdana ostrzeliwał zajętą przez Rosjan Wyspę Wężową, prowadząc do jej opuszczenia. Działa te w miarę dostaw używane były następnie licznie na zasadniczych odcinkach frontu. W październiku 2024 roku poinformowano, że dostarczono ich około 60, a do końca roku miało być ich 80. Potwierdzono fotograficznie do listopada 2024 roku utratę przynajmniej pięciu i uszkodzenie kilku dalszych.

## Opis konstrukcji
Armatohaubica jest działem samobieżnym typu odkrytego, które zmontowano na podwoziu samochodu ciężarowego Mercedes-Benz U2450L (6×6), z silnikiem o mocy 176 kW i ośmiobiegową skrzynią biegów (pierwsze prototypy i pojazdy w służbie saudyjskiej) lub Renault Sherpa 5 (pojazdy francuskie i tajlandzkie) o układzie jezdnym 6×6.
Opancerzone, hermetyczne, spawane nadwozie przystosowane jest do przewozu pięcioosobowej załogi, zapewniając ochronę przed ogniem broni strzeleckiej i odłamkami artyleryjskimi. Pojazd przystosowany jest do transportu drogą powietrzną na pokładzie samolotu C-130 Hercules.
Uzbrojenie pojazdu stanowi armatohaubica kalibru 155 mm z lufą samowzmocnioną (o konstrukcji podobnej do TR), o długości 52 kalibrów, zakończoną dwukomorowym hamulcem wylotowym. Zamek śrubowy otwierany do góry automatycznie, ma mechanizm zautomatyzowanego podawania zapłonników. Odpalane elektrycznie zapłonniki umieszczono w obrotowym magazynie o pojemności 14 sztuk, znajdującym się w trzonie zamka. Z prawej strony, przed nasadą zamkową, umieszczono półsamoczynny układ zasilania pociskami. Oporopowrotnik – hydropneumatyczny. W tylnej części pojazdu zamontowano płytę oporową, która na stanowisku ogniowym jest opuszczana na ziemię za pomocą układu hydraulicznego. Kąt ostrzału działa wynosi od 19° do 68° w pionie oraz 34° w poziomie, a szybkostrzelność – do 6 pocisków na minutę. Działo może strzelać szeroką gamą amunicji standardu NATO tego kalibru. Donośność zależna jest od stosowanej amunicji, np. 18,5 km dla amerykańskich pocisków odłamkowo-burzących  M107 (masa 44 kg), 30 km dla francuskich LU-21HB (masa 43 kg), 39 km dla francuskich LU-21BB (masa 44 kg). Obsługuje również kierowane pociski artyleryjskie klasy "wystrzel i zapomnij" produkcji francuskiej Bonus o zasięgu do 35 km.
Integralnym elementem armatohaubicy jest system kierowania ogniem (z komputerem typu CS2002G), który zawiera m.in.: system nawigacyjny, układ pomiaru prędkości wylotowej pocisku, monitory, zestawy czujników oraz radiostację. Realizuje on następujące zadania: przyjmuje komendy ogniowe ze stanowiska dowodzenia baterii, oblicza nastawy do strzelania, wyświetla dane o położeniu celów, wspomaga układ nawigacyjny, wypracowuje komendy do prowadzenia manewru ogniem, rejestruje bieżące zużycie amunicji i sygnalizuje konieczność jej uzupełnienia, informuje o stanie technicznym działa oraz pojawiających się zagrożeniach.
Z armatohaubicy można wystrzeliwać 14 różnych typów amunicji (rozdzielnego ładowania) kalibru 155 mm: odłamkowo-burzącą, przeciwpancerną, kasetową (przeciwpancerną i odłamkową), dymną, oświetlającą i szkolną. Ceasar ma możliwość stawiania przeciwpancernych pól minowych za pomocą pocisków kasetowych OMI, które zawierają 6 min przeciwpancernych, uzbrojonych z zapalnik magnetyczny i układ samolikwidacji. Ponadto do działa są stosowane pociski kasetowe: OGRE (z 63 podpociskami kumulacyjno-odłamkowymi o przebijalności 90 mm stali RHA i promieniu skutecznego rażenia siły żywej do 7 m), NR 269 (dalekonośny, z takimi samymi podpociskami jak OGRE) oraz BONUS, z dwoma pasywnie samonaprowadzającymi się na cel podpociskami przeciwpancernymi, które są w stanie wybuchowo formowanym penetratorem zniszczyć od góry każdy współczesny czołg.
W zasobnikach, umieszczonych po obu stronach działa, przewozi się 18 sztuk pocisków oraz modułowych ładunków miotających (ładunek pełny składa się z sześciu modułów o średnicy 158 mm i długości 156 mm).
Czas osiągnięcia gotowości do strzelania wynosi minutę, a czas opuszczenia stanowiska ogniowego około 30 sekund.
W 2015 roku zaprezentowana została wersja eksportowa pojazdu na podwoziu Tatra 815-7 w układzie 8×8 z silnikiem o mocy 460 KM. Różnił się on także lepszym systemem ładowania.